# SunNet
SunNet(썬넷)은 2002년에 조선민주주의인민공화국 정부가 태국의 록슬리사와 합작하여 설립한 GSM이동통신 서비스 업체이다. 2008년 고려링크가 설립되면서 고려링크는 내국인용 SunNet은 외국인 전용 이동통신 네트워크였으나 고려링크와 통합하는 형태로 폐지되었다.